# Patrick Huston
Patrick Huston (Belfast, 5 de enero de 1996) es un deportista británico que compite en tiro con arco, en la modalidad de arco recurvo.
Ganó una medalla de plata en el Campeonato Mundial de Tiro con Arco al Aire Libre de 2017 y dos medallas en el Campeonato Europeo de Tiro con Arco al Aire Libre de 2016. En los Juegos Europeos de Minsk 2019 consiguió una medalla de plata en la prueba de equipo mixto.
Además, consiguió una medalla de plata en los Juegos Mundiales de 2025.
Participó en dos Juegos Olímpicos de Verano, entre los años 2016 y 2020, ocupando el quinto lugar en Tokio 2020, en la prueba de equipo.

## Palmarés internacional
| Campeonato Mundial al Aire Libre | Campeonato Mundial al Aire Libre | Campeonato Mundial al Aire Libre | Campeonato Mundial al Aire Libre |
| Año                              | Lugar                            | Medalla                          | Prueba                           |
| -------------------------------- | -------------------------------- | -------------------------------- | -------------------------------- |
| 2017                             | Ciudad de México (México)        | Medalla de plata                 | Equipo mixto                     |
| Juegos Europeos                  |                                  |                                  |                                  |
| Año                              | Lugar                            | Medalla                          | Prueba                           |
| 2019                             | Minsk (Bielorrusia)              | Medalla de plata                 | Equipo                           |
| Campeonato Europeo al Aire Libre |                                  |                                  |                                  |
| Año                              | Lugar                            | Medalla                          | Prueba                           |
| 2016                             | Nottingham (Reino Unido)         | Medalla de plata                 | Equipo                           |
| 2016                             | Nottingham (Reino Unido)         | Medalla de bronce                | Individual                       |